# セル (エトルリア神話)
セル（Cel）はエトルリア神話における地母神 。エトルリアのカレンダー上、セリ （9月）の起源となる。
ギリシャ神話のガイアおよびローマ神話のテルースに相当する。
エトルリア神話において、セルは巨人たちの母とされる。 紀元前5世紀の銅鏡に描かれている神々の戦いの中に、戦神であるラランの攻めを受けるセルスクラン（セルの息子）の姿が描写されている。他の銅鏡には、脚が蛇ととなっている巨人たちがセルであろう下半身が植物と化した女神を囲む風景が描かれている。
また、トラジメーノ湖の近くに位置する聖域にて、Cel Ati （母なるセル）に奉納された小型な男女の銅像が発見されている。それぞれにmi celś atial celthi （この聖域にて、我は母なるセルに奉納されたものなり）と刻まれている。
この他にも、エトルリアで実施されていた腸卜に用いる銅製器具、ピアチェンツァの肝臓（Liver of Piacenza）にも描かれている。この中で、セルは十三室に位置する。